# Proizvodi od riba
Proizvodi od riba su na razne načine pripremljene prerađevine: npr, sušenjem, dimljenjem, soljenjem, mariniranjem, fermentacijom, konzerviranjem... Vrsta proizvodnje i asortiman proizvoda od ribe umnogome zavise od vrste ribe i ukusa potrošača.

## Istorija
Riba je kao namirnica od davnina zauzimala vazno mesto u čovekovoj ishrani. Prema sačuvanim materijalnim dokazima još u drevnom rimskom društvu koristili su se razni proizvodi od riba, pa je tako među rimljanima  bio je popularan garum, vrsta  ribljeg sosa.
Meso mnogih riba vekovima se ceni kao izvor hrane; pa je otkriveno postojanje mnogo jestivih vrsta riba, a mnoge ribe daju jestivu ikru. Ostali morski život koji se koristi kao hrana uključuje školjke, rakove i morski krastavac, koji se više koriste u nekim regionalnim kuhinjama. Riblje meso sadrzi belancevine koje se u komparaciji sa belancevinama drugih vrsta mesa odlikuju laksom probavljivoscu, boljim iskoristavanjem hranjivih materija, povoljnijem aminokiselinskom sastavom.
- Proizvodni pogoni kroz istoriju

## Opšte informacije
Proizvode od riba namijenjeni ishrani ljudi kakteriše visoka biološka i hranjiva vrednostkoja ne zaostaje za mesom kopnenih životinja. Štaviše, riblji proizvodi imaju i određenih prednosti. Zahvaljujući savremenim tehnološkim procesima, proizvodima od ribe uglavnom su sačuvana sva karakteristična svojstava. Dok je hranjiva vrednost ribljih proizvoda, posebno konzerviranih u apsolutnom iznosu, utoliko je veća, ukoliko sadrže više ulja i drugih dodataka.
Tehnologija konzerviranja ribe počinje nakon ulova na ribarskom brodu, a nastavlja se nakon prihvata u industriji. VIako procesi ulova ribe, nisu direki tehnološki procesi prerade u ribarstvu, mogu znatno uticati na kvalitet  i svežinu ribe.
Nakon prihvata u fabrici, riba se dalje konzervira hlađenjem za kraće vreme, odnosno zamrzavanjem za duže, ili se odmah nakon prijem prerađuje u riblje proizvode.

## Sušena riba
Vrste sušene ribe
U sušenu ribu ubrajaju se proizvodi dobijeni sušenjem morske i slatkovodne ribe bez upotrebe soli. Najpoznatiji predstavnik sušene ribe je sušeni bakalar. 
Postupak
Sušena riba dobija se sušenjem nemasnih riba na vazduhu i bez upotrebe soli. Sušenje ili dehidracija je termodinamički proces pri kome se voda iz ribe isparava pod uticajem toplote i predstavlja jedan od najstarijih postupaka konzervisanja riba.
Pre sušenja riba se može blago ili se ne mora soliti. Krupnije ribe suše se bez glave i utrobe, a sitnije cele.  

### Postupci sušenja ribe
Postoje tri osnovna postupka sušenja: 
- Hladno sušenje — obavlja se na vazduhu, Pre sušenja riba se može blago ili se ne mora soliti. Krupnije ribe suše se bez glave i utrobe, a sitnije cele.
- Toplo sušenje — obavlja se na toploti u industrijskim sušarama na povećanoj temperaturi.
- Sušenje u vakuumu —

## Dimljena riba
Dimljena riba je riblji proizvod koji se dobija tako što se nakon soljenja ili salamurene riba tretira na dva načina: hladnim ili toplim dimljenjem.
Dimljenje predstavlja kombinovani proces u kome so i dim utiču na kvalitet gotovog proizvoda. Proces dimljenja obavlja se kao kod mesa. Riba se istovremeno suši i upija razne sastojke dima i dobija specifična organoleptička svojstva, što u velikoj meri utiče na miris i ukus proizvoda. 
Najčešće se dimi losos, preciznije fileti lososa, mada je sve veći broj različitih vrsta riba koje se dimljenjem pripremaju za ishranu. Najpoznatija dimljena riba je dimljena haringa. Ovako pripremljena riba često se nalazi u kuhinji Rusije, Skandinavskih zemalja, Izraela, ali i ostalih delova sveta.
- Postupci dimljenja ribe

Na standardnoj sobnoj temperaturi trajnost dimljene ribe je 15 dana, a u hladnjači 30 do 45 dana.
- Dimljena riba iz Rusije

## Soljena riba
Soljena riba je jedan od ribljih proizvoda koji se izrađuje na više načina i to postupkom suvog, mokrog i kombinovanog soljenja. Soljenje je jedan od najstarijih i najeftinijih načina prerade za produženje trajnosti ribe. Riba se soli tako što se slaže naizmenično red ribe pa red soli u drvenim bačvama ili se riba potapa u salamuru. Prema dužini čuvanja određuje se i količina dodate soli. 
mo nekoliko vrsta soljene ribe:
- slabo usoljena riba sa 6 – 10% soli,
- srednje usoljena riba sa 10 – 14% soli,
- jako usoljena riba sa preko 14% soli.

Ako se soli krupna riba obavezno se prethodno odstrani glava i utroba.
Provera kvaliteta usoljene ribe vrši se kontrolom organoleptičkih osobina: spoljni izgled, izgled uzdužnog i poprečnog preseka, ukus, miris, konzistencija, pakovanje ribe.

## Marinirana riba
Marinirana riba se proizvodi od morske ili slatkovodne ribe sa karakterističnim mirisom i ukusom. Sam postupak obrade naziva se mariniranje, a to je prerada ribe sirćetnom kiselinom i smešom soli uz kombinaciju povrća, začina, sosova, ulja i drugih namirnica. Pri izradi mogu se dodati konzervansi, ali se ne vrši konzervisanje toplotom. Rok trajanja je ograničen. Odnos ribe i marinade se kreće od 1:1 do 1,5:1.
U odnosu na način prerade marinade mogu biti:
- kuvane,
- hladne,
- pržene (pečene).

U odnosu na vrstu riba, marinade mogu biti od:
- papalina,
- marinade od sardina,
- marinade od ostalih riba.

## Fermentisana riba
Fermentisana riba, kao način izrade proizvoda od ribe, najviše se priprema u zemljama jugoistočne Azije. Riba fermentiše pod uticajem bakterija, kvasaca, plesni, a može i pod uticajem sopstvenih enzima.
Postoji više vrsta fermentisanih proizvoda od ribe, kao što su:
- riblji  umak,
- riblja pasta.

## Riblje konzerve
Riblje konzerve su prerađevine dobijene preradom pojedinih vrsta riba određenim tehnološkim postupkom uz primenu toplote (sterilizacija) na temperaturi od preko 100 °C. Za proizvodnju ribljih konzervi upotrebljava se kvalitetna riba, bez glave, očiju, škrga, peraja i utroba.
Kao dodatne sirovine u proizvodnji konzervi koriste se: 
- ulja,
- salamura,
- sos,
- povrće ili voće,
- vino,
- so i drugi začini,
- sirćetna kiselina,
- proteinski hidrolizati

Priprema
Riba se priprema tako što se odvaja glava, vadi utroba, seče se na komade i potapa u vrelo ulje. Pored prženja u ulju, riba se pre stavljanja u konzervu bari, salamuri, soli i suši. Pripremljena riba se zatim stavlja u limenke, preliva se uljem, sosom, i drugim sastojcima i hermetički zatvara i sterilizuje.

### Polukonzerve od ribe
Polukonzerve od riba i ostalih proizvoda ribarstva  izrašuju se po odgovarajućem tehnološkom postupku. Riblje polukonzerve stavljaju se u promet kao pasterizovane i nepasterizirane (konzervirane solju i kiselinom).
Prema poreklu ribe, riblje se polukonzerve stavljaju u promet kao polukonzerve od slatkovodne i polukonzerve od morske ribe.
Finalni proizvodi usoljenih riba dolaze na tržište kao prerađevine u obliku smotanih i opruženih fileta u ulju zatvorenih u kutijama. Slane se ribe ne kvare zahvaljujući konzervirajućem delovanju soli. Enzimatski procesi u proizvodu ne prestaju, stoga im je rok održivosti ograničen. Osim smotanih i opruženih fileta značajno mesto u toj grupi imaju riblje paste, razna riblja predjela i riblje salate. Posebno je značajna poznata grupa polukonzervi, tzv. marinada.